# باوزر جونیور
باوزر جونیور (در ژاپن به‌عنوان کوپا جونیور (クッパJr. Kuppa Junia) شناخته می‌شود) شخصیتی خیالی می‌باشد که در فرنچایز نینتندو تحت عنوان ماریو به‌عنوان هماورد ظاهر می‌شود و پسر هماورد اصلی این مجموعه، باوزر نیز است. باوزر جونیور از زمان انتشار سوپر ماریو سانشاین در سال ۲۰۰۲ در این مجموعه به‌عنوان شخصیتی غیرهمیشگی ظاهر شده‎‌است و در برخی اسپین‌آف ها، که آن‌ها شامل ماریو سوپراستار بیسبال، ماریو استریکرز چارجد، برادران سوپر اسمش. برای نینتندو ۳دی‌اس و وی یو و برادران سوپر اسمش. نهایی در میان چندین بازی دیگر می‌شوند، به‌عنوان شخصیتی قابل‌بازی حضور یافته‌است و اغلب به پدرش در ربودن پرنسس پیچ و شکست دادن ماریو کمک می‌کند؛ اما در نهایت چیزی جز تحت تأثیر قرار دادن پدرش نمی‌خواهد. ویژگی‌های باوزر جونیور شباهت قابل‌توجهی به پدرش دارد مثلا شخصیت پرانرژی و باانگیزه‌اش، تخصص داشتن در مکانیک و فناوری و استفاده زیادش از ماشین دلقک جونیور و باندانای شبه‌پیشبندی که تنش می‌کند.